# Les Aventures du roi Pausole
Pour les articles homonymes, voir Les Aventures du roi Pausole (homonymie).
Les Aventures du roi Pausole est un roman de l'écrivain français Pierre Louÿs paru d'abord en feuilleton en 1900.   

## Synopsis
« Tryphème est une péninsule qui prolonge les Pyrénées vers les eaux des Baléares. Elle touche à la Catalogne et au Roussillon français. » Le royaume subit sans dommage une conspiration du silence de toute l'Europe, qui l'oublie, dans ces années 1890-1900.

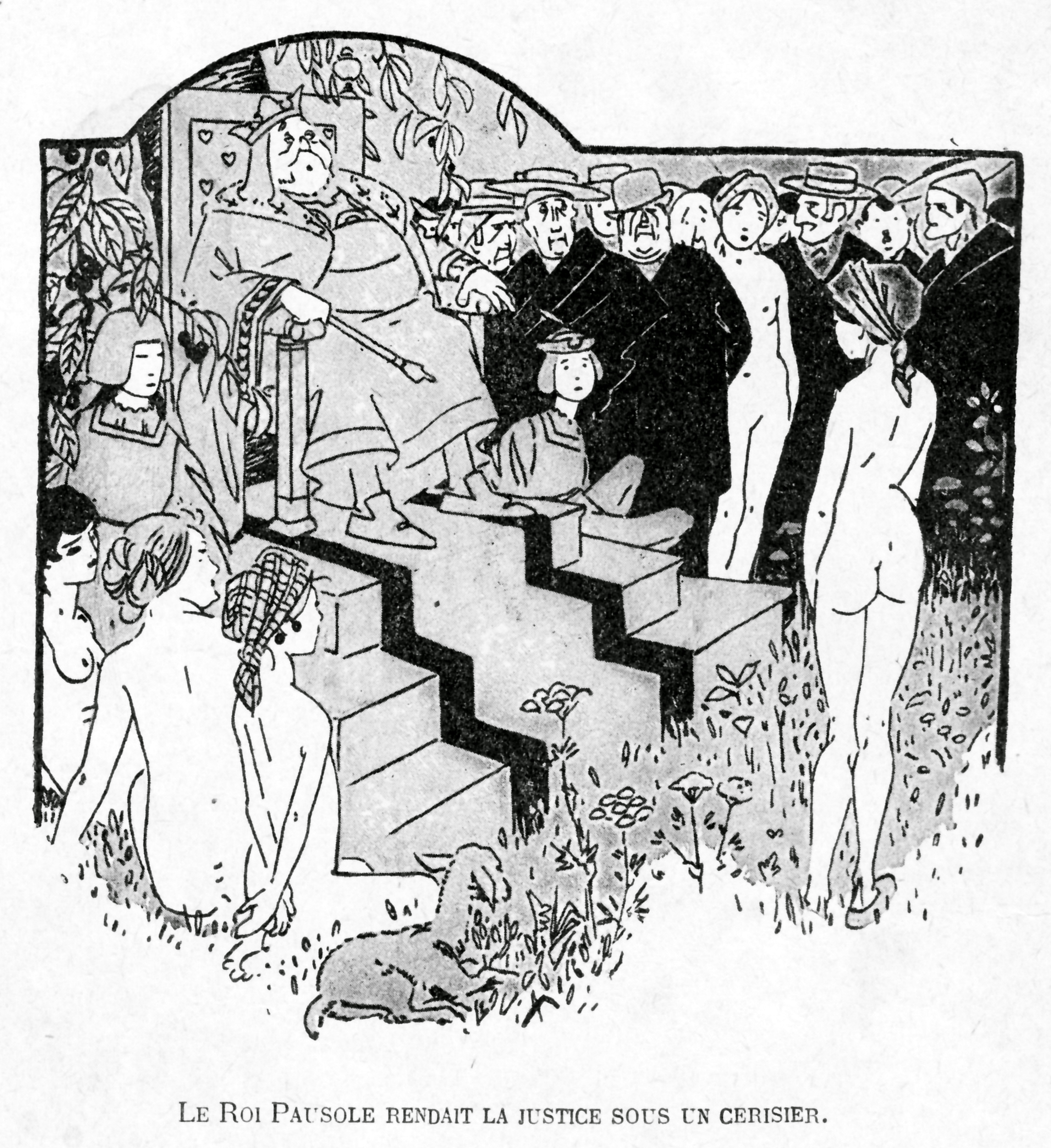
« Le roi Pausole rendait la justice sous un cerisier ». Illustration d'après une aquarelle de Carlègle.
Arthème Fayard et Cie, 1907.

Le roi Pausole simplifie le Livre des Coutumes hérité de ses ancêtres, et édicte le Code de Tryphème, de deux articles : « 1 - Ne nuis pas à ton voisin. II - Ceci bien compris, fais ce qu'il te plaît. » Il dispose d'un harem de 366 jeunes reines, qui passent chacune une nuit par an avec le roi.
À la vingtième année de son règne, sa fille Aline quitte clandestinement le palais. Elle a près de quinze ans, et, à sa première sortie à un spectacle de danse, elle est tombée amoureuse du jeune danseur vedette.
Durant trois jours, le roi Pausole est amené à quitter le palais, accompagné du sinistre et efficace huguenot Taxis, Grand-Eunuque, et de Giglio, page, spécialiste en improvisations, attrayant séducteur, à la recherche de la jeune princesse inexpérimentée. 
Les péripéties s'enchaînent. Le harem connaît la révolte. À la campagne, Giglio révèle la jeune laitière Thierrette, la gardienne des framboises Rosine, les deux sœurs Galatée et Philis, et de nombreux sujets, dont M. Lebirbe. Le retour en ville confirme que le peuple aime son roi, parce qu'il garantit la liberté des mœurs et du commerce. La nudité est revendiquée, et seules les personnes laides sont priées de s'habiller. Et les relations amoureuses sont fortement recommandées, sans exclusivité.
Au retour, Pausole émancipe sa fille, et envisage divers aménagements, y compris dans le fonctionnement du harem, débarrassé de son Grand-Eunuque, renvoyé en France.
« On aura lu cette histoire extraordinaire ainsi qu'il convenait de la lire, si l'on a su, de page en page, ne jamais prendre exactement la Fantaisie pour le Rêve, ni Tryphème pour Utopie, ni le Roi Pausole pour l'Être Parfait. »

## Commentaires sur l'ouvrage
Le roman est dédié à Jean de Tinan.
Jean-Paul Goujon rapporte dans une présentation moderne de l'ouvrage que Pierre Louÿs souhaitait prépublier son troisième roman dans Le Journal où son beau-père, José-Maria de Heredia exerçait en tant que directeur littéraire : pressé par le temps, Louÿs rendit une première copie, qu'il remania ensuite pour le manuscrit final, remis en mai 1901 à Eugène Fasquelle.
De nombreuses éditions illustrées de ce roman parurent du vivant de l'auteur, dont celle de Pierre Vidal (Blaizot, 1903) et Lucien Métivet (Fasquelle, 1906). L'édition de 1907 illustrée par Carlègle fut inquiétée par une plainte en justice et accusée d'obscénité : il y eut un non-lieu. Les éditions Arthème Fayard publient en 1925 une version accompagnée de 28 bois originaux de Foujita. Une édition de 1947 (Éditions du livre, Monte-Carlo) est enrichie de quinze lithographies originales de Louis Touchagues tirées sur les presses de l'atelier Mourlot.
Le livre a donné lieu à deux adaptations, l'opérette d'Arthur Honegger (Les Aventures du roi Pausole) créée à Paris en 1930 et le film d'Alexis Granowsky, Les Aventures du roi Pausole, sorti en 1933.